# Tràveling

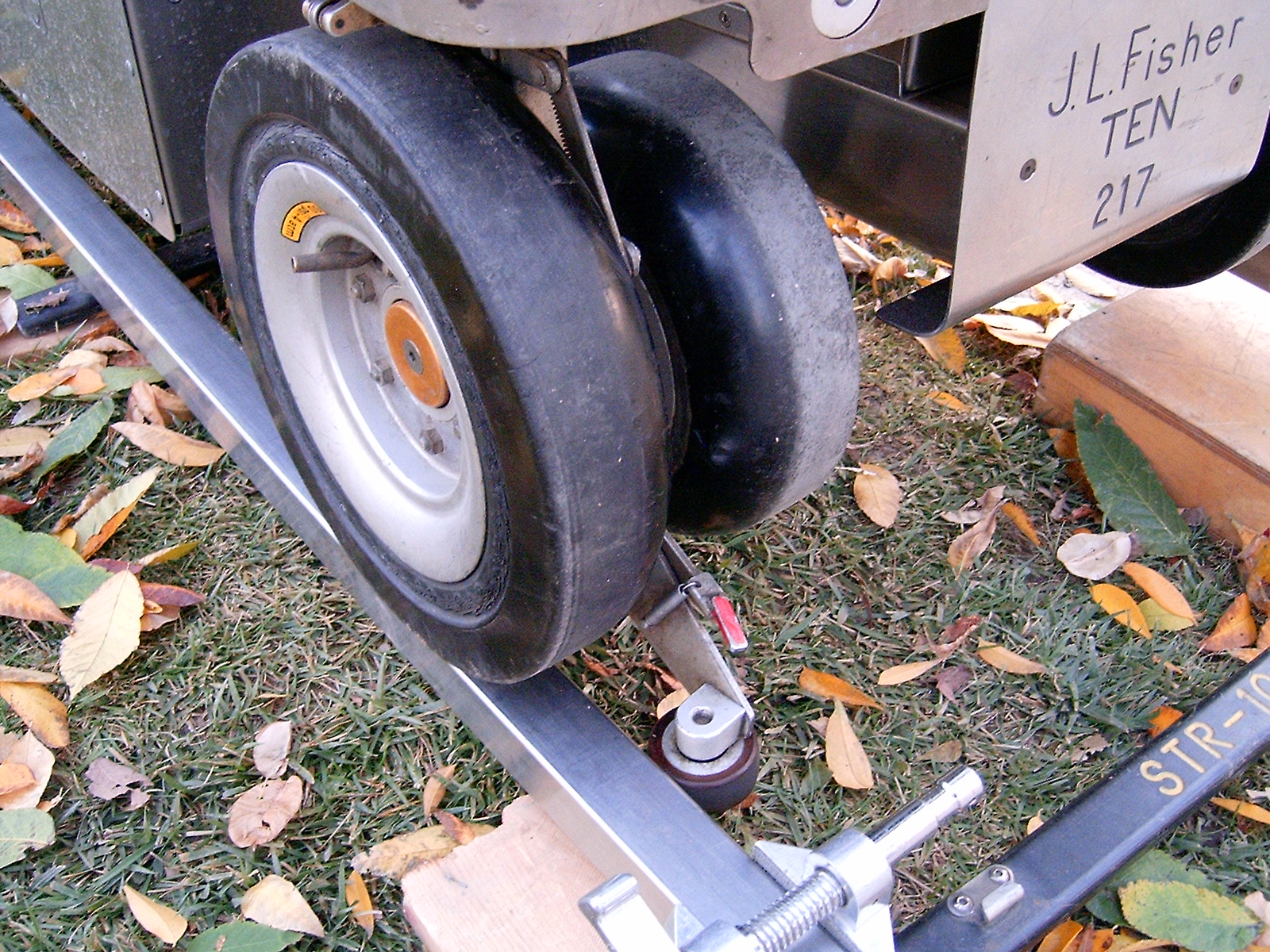
Rodes sobre via

En cinema, un tràveling és el tipus de moviment de la càmera que implica un desplaçament de l'eix de l'aparell. La càmera es belluga durant la filmació. Per dur a fer un tràveling, s'opta normalment per muntar un seguit de vies sobre les quals es disposa un suport on es recolza la càmera, de manera que, en comparació amb un tràveling a mà alçada, s'amorteixen els passos i els moviments de l'operador de la càmera. També es poden emprar suports amb rodes recolzades directament a terra, però la precisió i eficàcia dels moviments serà pitjor.
El tràveling s'acostuma a utilitzar per a plans seqüència, plans de duració considerable respecte la resta.
Cal no confondre un tràveling amb un zoom. En aquest darrer la càmera no es mou, simplement es dona un desplaçament òptic a partir de l'ús de l'objectiu. Visualment, un tràveling dona més sensació de moviment.

## Història
El primer moviment de càmera de la història del cinema s'atribueix a Alexandre Promio, quan l'any 1896 va filmar Venècia navegant amb una gòndola pel Grand Canal de la ciutat. Cal destacar que Promio fou l'operador dels germans Lumière.
Després d'això molts altres vehicles com vaixells, automòbils, trens, ascensors, funiculars, cintes de córrer, trineus, aeròstats, o més endavant, avions o drons, van ser utilitzats per  moure la càmera. Georges Méliès també va incorporar moviments d'objectes per crear efectes semblants als del tràveling, i ho va fer per crear efectes d'engrandiment, com el que fa en L'home del cap de goma, o efectes de desplaçament, com el que fa a Viatge a la Lluna. Per fer-ho, Méliès  posava l'objecte que volia engrandir en un carro que es desplaçava cap a la càmera, el que vindria a ser el contrari d'un tràveling.
El 1903, Alfred Collins, qui pertanyia a l'Escola de Brighton i va treballar a la Gaumont, va realitzar a El partit del fugitiu  una persecució de cotxes en què es passava d'un cotxe a l'altre, muntatge mai vist fins llavors. Per tal que el públic pogués entendre la simultaneïtat de plans, indicava la transició d'un cotxe a l'altre amb subtítols que deien quin cotxe era quin: el perseguit o el perseguidor.
L'any 1912, moltes pel·lícules nord-americanes recorren a una sèrie de preses amb moviment i es van deixar d'usar subtítols per explicar l'encreuament d'imatges des de la primera pel·lícula de D. W. Griffith, Les aventures de Dollie, perquè les accions simultànies passaven en diferents escenaris. En fer servir diferents escenaris naixia el muntatge paral·lel, i el públic va començar a entendre la mescla de plans. El cuirassat confederat, dirigida per Kenean Buel, La noia i la seva promesa i la Bèstia a la Badia, realitzades per D. W. Griffith començaven a tenir una càmera en moviment.
També l'any 1912, Oscar Apfel va realitzar un film per Thomas Edison on hi apareixien flash-backs, Le Passant. En aquest film es deixen enrere les persecucions que hi havia hagut fins llavors, i es fan servir els tràvelings psicològics, tal com se’ls coneix a la dècada dels anys cinquanta. Apfel opta per moure la càmera cap endavant i cap enrere sobre un carro que s'acosta o s'allunya de l'actor quan té alguns flash-backs. 
Dos anys després, l'any 1914, l'italià Giovanni Pastrone va fer servir un mètode de tràveling descriptiu per fer la seva pel·lícula Cabiria. En aquesta film la càmera es mou diverses vegades davant d'un escenari o un grup d'actors per plasmar i descriure amb detall la situació de l'escena.
Malgrat aquesta primera introducció en el moviments de càmera, el tràveling no apareix fins a la dècada dels anys vint. El mot tràveling és un anglicanisme, encara que els anglòfons tenen termes més precisos per parlar de diferents tràvelings: tracking shot quan la càmera segueix un objecte (pot moure’s el suport de la càmera o no), dolly shot  quan la càmera està muntada en una mena de cotxe; trucking shot, booming i craning quan la càmera es munta en unes grues; crabbing, quan la càmera es mou de costat en forma cranc; etc.

## Tècniques i ús

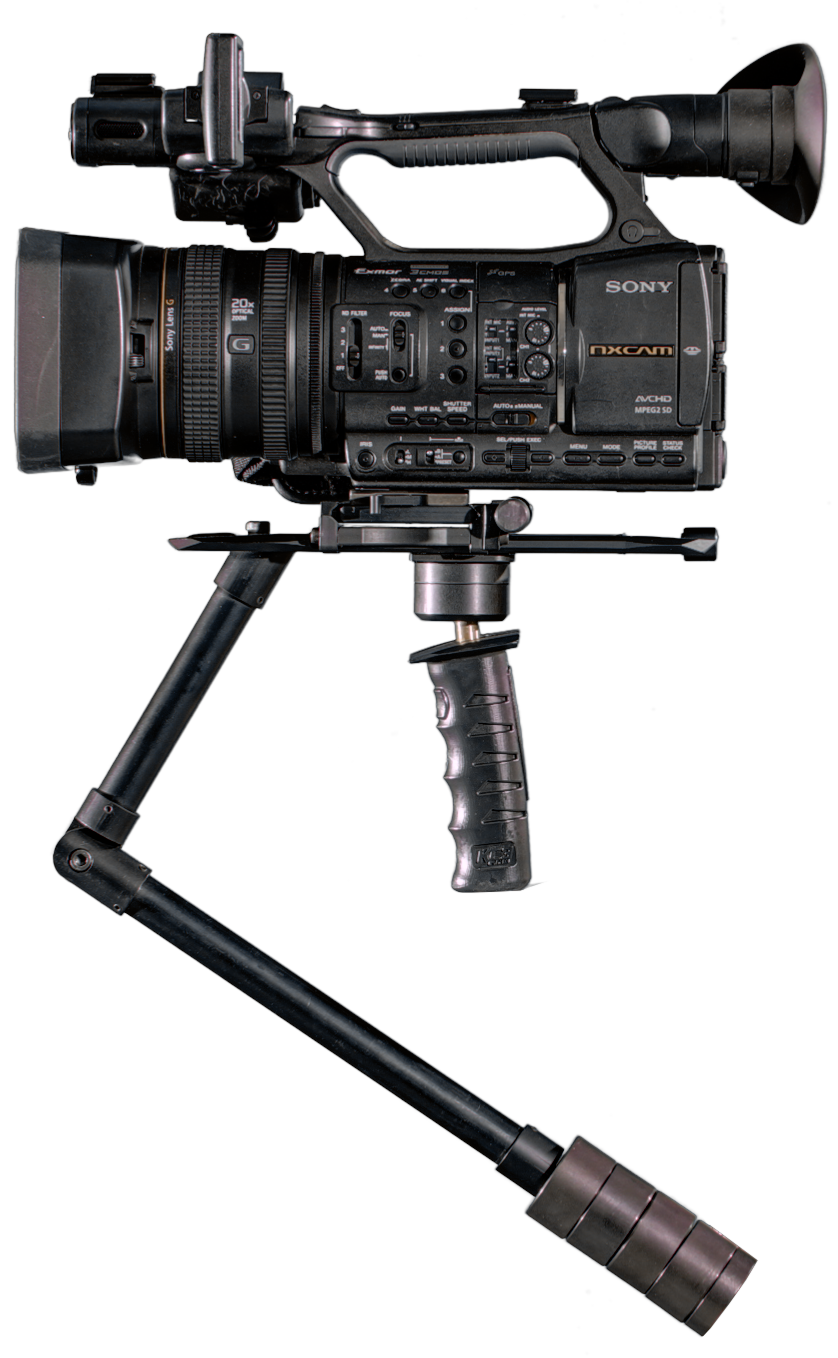
Steady cam

La trajectòria del moviment de la càmera en fer un tràveling pot ser, entre d'altres, frontal (cap endavant o cap enrere), lateral (dreta o esquerra) o circular segons el moviment que faci la càmera o la persona que mou la càmera. Cal tenir en compte que les possibilitats de moviment són moltes i que no són exclusivament aquestes tres.
Tot i així, el tràveling no només es descriu en funció de com és el moviment de la càmera sinó que també és important saber qui la mou i com la fa moure. D'una banda, tenim el tràveling que s'origina quan l'operador que porta la càmera a l'espatlla es mou respecte allò que està gravant, de manera que es grava el moviment que fa l'operador. D'altra banda, també cal considerar el sistema dolly, en que s'instal·la la càmera en un carro que corre per unes vies a través de carrils. El carro pot ser un suport amb rodes que només sosté la càmera, o pot tenir una forma més complexa i estar compost per una columna central amb un braç ajustable i plegable que es coneix com a Spyder i que suporta l'operador assegut.
Tot i així, amb el pas del temps, han sorgit varietats a aquests sistemes mencionats, com és l'aparició de l'steady-cam. La càmera sobre l'espatlla de l'operador se substitueix per la càmera estable, un sistema que permet al càmera estabilitzar la càmera i no percebre moviment tenint la càmera en mà. La visualització d'allò que s'ha gravat es veu a partir d'un monitor instal·lat en els braços de l'operador, que porta la càmera lligada en el seu cos. L'operador controla l'steady-cam mitjançant un comandament.
Altres innovacions que han aparegut en el cinema són les grues Louma, que no necessiten un operador que les controli, i de vegades, ni el director. Així doncs, el control dels moviments de la grua es fa a partir d'un control remot i una pantalla. Finalment, cal destacar que també hi ha uns sistemes molt sofisticats que s'utilitzen per al seguiment dels plans arran de terra o capbussats, i s'obtenen a partir d'un telefèric o mitjançant quatre cables enrotllats en sistema de politges. 
Un tràveling es pot combinar amb un altre moviment de la càmera, com ara la panoràmica (rotació de la càmera en un dels seus eixos) o el moviment de la grua on hi ha la càmera subjecta (elevació o descens de la càmera dins de l'escena). Els moviments són llavors anomenats combinats quan van cap a una mateixa direcció, o compensats quan un està treballant en la direcció oposada de l'altre.
Exemple 1: podem fer un tràveling lateral de la trajectòria d'un personatge que pot ser combinat amb una panoràmica del paisatge on passa l'acció d'aquest personatge.
Exemple 2: fent servir el mateix tràveling lateral de la trajectòria d'un personatge, però en comptes de seguir el personatge amb la càmera i fer una panoràmica, deixar que el personatge s'avanci o quedi enrere del moviment de la càmera, de manera que la càmera compensa que el personatge quedi fora de pla però torni a reaparèixer.
El tràveling òptic, també conegut amb el nom de zoom es pot confondre amb el tràveling mecànic. No obstant això, el seu efecte és completament diferent, ja que un zoom està compost per una lent focal variable, és a dir que el moviment d'allunyament o d'apropament d'un objecte s'aconsegueixen mitjançant els efectes visuals d'una lupa que ens ajuda a distorsionar les distàncies. Amb el tràveling mecànic, en canvi, s'obté una variació de la perspectiva, cosa que amb el zoom no passa. No obstant això, el zoom permet un efecte molt dinàmic d'acostament sobtat anomenat cop de puny.

## Tipus de tràveling
- Travelling de profunditat d'aproximació: la càmera es trasllada d'un pla llunyà a un altre de més proper. Sol tenir una funció psicològica i dramàtica.
- Travelling de profunditat d'allunyment: La càmera s'allunya d'un motiu enquadrat des de molt a la vora. Té una funció descriptiva, dramàtica.
- Travelling paral·lel: la càmera acompany el motiu lateralment.
- Travelling vertical: la càmera puja o baixa acompanyant el subjecte
- Travelling circular: descriuen 360 graus al voltant del motiu.
- Travelling divergent: modifiquen la perspectiva de l'espectador distorsionant la relació entre càmera i motiu.
- Grua: es fa servir l'eix vertical i pot aconseguir tota classe de combinacions de moviments.
- Spidercam
- Drone